# 공녀 (칭호)
공녀(公女)는 대공이나 공작의 딸을 이르는 칭호이다. 또한 공작이나 대공의 아들은 소공작이라 일컫기도 한다.